# ديتريش بيلتز
ديتريش بيلتز (بالألمانية: Dietrich Peltz)‏ (و. 1914 – 2001 م) هو ضابط ألماني، ولد في غيرا، توفي في ميونخ، عن عمر يناهز 87 عاماً.

## الخدمة العسكرية
خدم في لوفتفافه.

## جوائز
حصل على جوائز منها:

Knight's Cross of the Iron Cross with Oak Leaves and Swords ‏